# Nesogordonia crassipes
Nesogordonia crassipes là một loài thực vật có hoa trong họ Cẩm quỳ. Loài này được (Baill.) Capuron ex Arènes mô tả khoa học đầu tiên năm 1956.